# Перервинская духовная семинария
Перервинская православная духовная семинария — высшее духовное учебное заведение Московской епархии Русской православной церкви, готовящее священно- и церковнослужителей.

## История
Сразу после своего вступления на Московскую кафедру в 1775 году митрополит Платон (Левшин) написал прошение императрице Екатерине II об открытии семинарии при Николо-Перервинском монастыре. Выбор пал именно на этот заштатный монастырь потому, что обитель имела небольшое число насельников, была довольно состоятельной и могла содержать семинарию. Митрополит Платон сделал Николо-Перервинский монастырь архиерейским подворьем и часть средств монастыря стала выделяться на содержание учебного заведения.
В первое время существования семинарии в ней обучалось около 200 человек, половина («бурсаки») была на полном обеспечении и число «полнокоштных» учеников постоянно росло. Учебный курс состоял из шести классов и занимал шесть и более лет; в то время классами именовали предметы, которые воспитанники последовательно изучали на протяжении года или двух лет. В подготовительные классы (которые назывались «аналогия», или «фара», и «инфима») поступали ученики в возрасте 10-15 лет. В третьем, грамматическом классе обучали чтению и письму. Время обучения во всех этих классах зависело лишь от успеваемости учеников. В последующие годы изучались синтаксима (синтаксис, 1 год), пиитика (поэзия, 1 год) и реторика (риторика, 2 года) и, одновременно преподавались латинский, греческий, французский и немецкий языки, а также история, география, арифметика и церковное пение; а знания богослужебного устава давались в процессе богослужения. Каждый учебный год состоял из трёх триместров; были предусмотрены ежегодные экзамены. В числе воспитанников семинарии были: Августин (Виноградский), Серафим (Глаголевский), Иннокентий (Смирнов), Григорий (Постников), Иона (Васильевский), Феофан (Александров), Петр (Руднев).
Первоначально семинаристы были размещены в северном корпусе монастыря. В течение 1776—1807 годах был достроен северный («старый семинарский») корпус, к южному («старому настоятельскому») корпусу были сооружены две пристройки: с одной стороны — келии для воспитанников, с другой — квартиры для учителей; на западной стороне появился просторный двухэтажный корпус («новый семинарский») с классами для занятий.
Во время Отечественной войны 1812 года было решено эвакуировать всё ценное имущество из Николо-Перервинского монастыря, занятия прекратились, братия покинула обитель, семинаристы распущены по домам (осталось только около двадцати сирот, которым некуда было идти). После окончания войны вернулись учителя и ученики; занятия возобновились.
При закрытии Троицкой семинарии в 1814 году управляющий Московской митрополии архиепископ Дмитровский Августин (Виноградский) сделал помещения Николо-Перервинского монастыря местом пребывания Московской духовной семинарии, пока спустя 9 лет она не была переведена на прежнее место — в Заиконоспасский монастырь.
В Перерве решили не упразднять духовную школу совсем, а понизить её статус до училища. Согласно новому училищному уставу, в 1823 году были организованы Николо-Перервинское уездное и приходское училища. Сюда же были переведены училища из Иосифо-Волоколамского монастыря. Помещений в бывшей семинарии было достаточно, чтобы под одной крышей разместить 2 учебных заведения. Уездное училище было закреплено за местной семинарией и готовило воспитанников для поступления в нее. Приходские же училища открывались в большинстве благочиний. Они были рангом ниже уездных и подчинялись им. Большинство воспитанников училищ составляли сироты и дети беднейшего духовенства. Они находилось на полном пансионе. С каждым годом число их росло, и через несколько лет училищное правление было вынуждено перевести «своекоштных» в другие училища. В Перервинских духовных школах стали обучаться в основном «казённокоштные» воспитанники, их число постоянно росло и нередко превышало 200–300 человек.
В 1867 году приходское и уездное училища были объединены в Перервинское духовное училище. По новому уставу, училище было поставлено в ведение Святейшего Синода и Московского митрополита. Материальное обеспечение заметно улучшилось. Длительность обучения осталась прежней — 6 лет, хотя состав учебных классов и их программы немного изменились — было образовано 5 основных классов и 1 подготовительный.
В 1886 году было решено построить новое большое здание, способное предоставить кров и аудитории 200 воспитанникам. К 1890 году оно было построено, в сентябре начались занятия.
Точная дата закрытия училища неизвестна. Вероятнее всего, это был 1918 год. Из приходнорасходной книги монастыря видно, что расходы на нужды училища во второй половине 1918 года прекращаются.

## Современность
8 января 1991 года решением Исполкома Моссовета православной общине во главе с настоятелем протоиереем Владимиром Чувикиным был передан Никольский храм Перервинского монастырского комплекса. С первых дней после начала богослужений в Перерву стали приходить юноши, желающие нести послушание алтарников и трудиться в обители. Образовался постоянный юношеский приходской коллектив. Многие из молодых людей изъявили желание встать на путь пастырского служения. В одно из посещений обители епископ Арсений (Епифанов) посоветовал настоятелю, Владимиру Чувикину, организовать обучение юношей в стенах Николо-Перервинского монастыря. В том же году было получено благословение патриарха Алексия II на открытие Пастырских курсов. 4 октября 1996 года состоялся первый педагогический совет под председательством настоятеля обители протоиерея Владимира Чувикина. На совете был обсуждён учебный план курсов, состав будущего педагогического коллектива и время начала занятий.. 2 декабря прошёл молебен на начало первого учебного года 9 декабря начались занятия на Пастырских курсах. Первый набор состоял из девяти человек. В первые годы существования вновь открытого училища преподавателей было больше, чем студентов.
7 марта 2000 года Священный Синод благословил открытие Перервинского духовного училища при Патриаршем подворье в бывшем Николо-Перервинском монастыре в Москве. 17 июля 2001 года решением Священного Синода училище преобразовано в семинарию с пятилетнем сроком обучения. Ректором семинарии был назначен настоятель подворья протоиерей Владимир Чувикин.
16 июля 2020 года ректором семинарии был назначен сотрудник учебного комитета Русской Православной Церкви иеромонах Аполлинарий (Панин), а протоиерей Владимир Чувикин стал почётным ректором.